# 杰基·亨德森
杰基·亨德森（英語：Jackie Henderson，1932年1月17日—2005年1月26日），苏格兰男子足球运动员，司职前锋。他曾代表苏格兰代表队参加1954年国际足联世界杯，结果队伍止步小组赛阶段。